# Killarmy
Killarmy (prononcé kih-lah-AR-mi) est un groupe de hip-hop américain, originaire de Steubenville, dans l'Ohio, et de Staten Island, à New York. Il s'agit de l'une des premières et des plus populaires affiliations au Wu-Tang Clan, tout comme le groupe Sunz of Man.

## Biographie
Originellement composé des MCs 9th Prince, Islord, Dom Pachino, Killa Sin, et du producteur 4th Disciple, le groupe s'agrandit en 1996 avec Beretta 9 et ShoGun Assasson. Killarmy se distingue des autres membres affiliés au Wu-Tang Clan par des paroles différentes des sujets habituellement traités (arts martiaux...). Il se concentre davantage sur des thèmes parlant des militaires et du combat, tout en restant fidèle à la philosophie des Five Percenters (en) dont les valeurs sont chères au Wu-Tang. Entre 1995 et 1997, Killarmy publie de nombreux singles, parmi lesquels Swinging Swords et Camouflage Ninjas, et collabore sur plusieurs titres de Sunz of Man (Wake Up et Soldiers of Darkness).
Leur premier album, Silent Weapons for Quiet Wars, est publié le 5 août 1997,, juste après le deuxième album du Wu-Tang Clan. Un single comprenant les titres Wu-Renegades et Clash of the Titans est extrait de l'album. L'album atteint la 34e place du Billboard 200. Peu après, General Wise, le manager du groupe, est tué à Steubenville, dans l'Ohio, ville d'où sont originaires quelques-uns des membres du groupe et du Wu-Tang, comme RZA qui y a passé une partie de sa jeunesse. En 1998, le groupe apparaît sur la compilation Wu-Tang Killa Bees: The Swarm. Le second album du groupe, Dirty Weaponry, est publié la même année le 11 août classé 40e au Billboard 200, et le troisième et dernier album, Fear, Love and War, est publié le 7 août 2001 classé 122e au Billboard 200.
En 2002, le groupe fait l'objet d'une controverse après les attaques du sniper de Washington. Dans l'émission Meet the Press présentée par Tim Russert, Russert et le chef de la police de Montgomery, Charles Moose, déclarent que Killarmy a influencé les actions du tueur, se référant à de nombreuses paroles du groupe pour étayer leur plainte[réf. nécessaire]. Malgré l'attention de la presse, aucune accusation n'est retenue contre le groupe. La même année, Dom Pachino crée son propre label indépendant, Napalm Recordings, et est le premier membre du groupe à sortir un album solo intitulé Tera iz Him[réf. nécessaire]. The 9th Prince suit, en 2003, avec l'album Granddaddy Flow. En 2005, Berreta 9, collabore à un nouveau projet, Achozen. Il change de pseudonyme et devient Kinetic 9, nom qu'il gardera pour ses productions suivantes. En 2011, Killarmy publie un Greatest Hits[réf. souhaitée].